# Kiyoura Keigo
El conde Kiyoura Keigo (清浦 奎吾?  14 de febrero de 1850-5 de noviembre de 1942) fue un político japonés, vigésimo tercer primer ministro de Japón (del 7 de enero de 1924 hasta el 11 de junio de 1924).

## Primeros años
Nació en el distrito de Kamoto, provincia de Higo (actual prefectura de Kumamoto) con el nombre de Fujaku, y fue el quinto hijo de un monje budista llamado Okubo Ryoshi. Estudió en la escuela privada de Hirose Tanso desde 1865 hasta 1871. Durante ese momento, tuvo amistad con el gobernador Nomura Morihide y tomó el nombre de “Kiyoura Keigo”.

## Carrera política
Tras la asignación de Nomura como gobernador de la prefectura de Saitama en 1873 asignó a Kiyoura en una posición de servicio civil de grado menor.
En 1876, se unió al Ministerio de Justicia. Fungió como Viceministro de Justicia y Ministro de Justicia, y fue uno de los que redactó la Ley de la Preservación de la Paz en 1887.
En 1891 fue elegido como miembro de la Cámara de los Pares por decreto imperial. Fue considerado un aliado de Yamagata Aritomo, y estuvo en numerosas posiciones en el gobierno, incluyendo el de Ministro de Justicia en el segundo gabinete de Matsukata Masayoshi y el segundo gabinete de Yamagata, y el de ministro de Justicia, Agricultura y Comercio en el primer gabinete de Katsura Tarō.
En 1914, cuando fungía como Presidente del Consejo Privado, Kiyoura recibió una orden imperial que lo nombraba como primer ministro, sucediendo a Yamamoto Gonnohyoe. Sin embargo, declinó el puesto debido a una controversia que involucraba el escándalo Siemens y Okuma Shigenobu fue escogido como primer ministro.

## Primer ministro
Kiyoura aceptó una nueva orden imperial en 1924 y se convirtió en el 23.er primer ministro de Japón. Sin embargo, su gabinete fue formado por aristócratas no afiliados a partidos políticos, y la Cámara de Representantes obstruía sus acciones, durante los seis meses de su administración.
En 1924, disolvió la Cámara de Representantes cuando se enfrentó a una coalición tripartita del Kenseikai, el Rikken Seiyukai y el Kakushin Kurabu, que habían formado una mayoría de más de 150 escaños. Como resultado de esta acción, su gabinete renunció en masa.